# کریس وانسترث

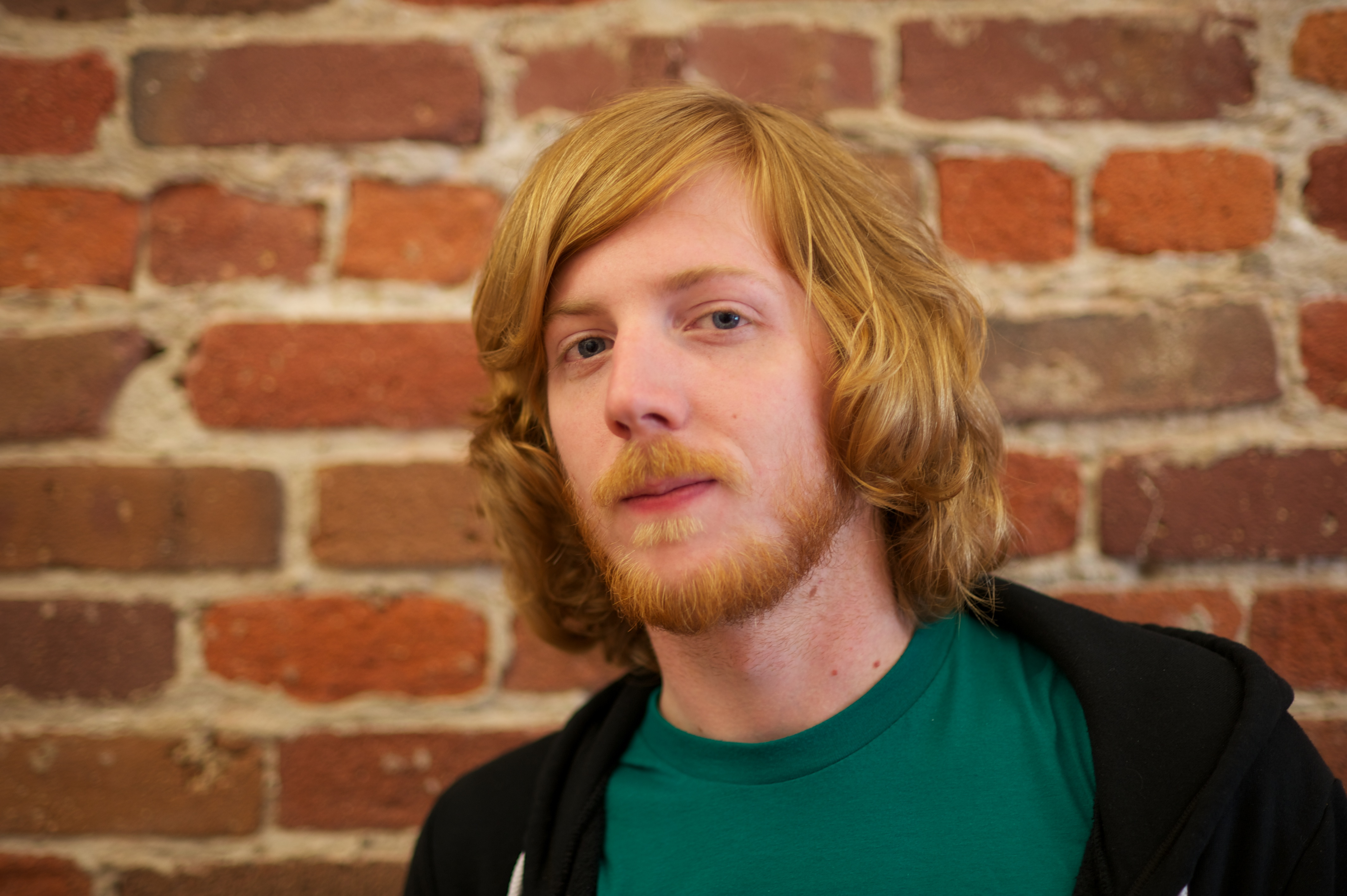
کریس وانسترث در سال ۲۰۱۰

کریس وانسترث یک کارآفرین آمریکایی در زمینه فناوری است. او یکی از بنیانگذاران و مدیر عامل سابق گیت‌هاب است.
یک شبکه اجتماعی متمرکز بر توسعه نرم‌افزار که او با تام پرستون-ورنر در سال ۲۰۰۸ تأسیس کرد.
طبق آمار فوربز دارایی خالص او بین ۱٫۸ تا ۲٫۲ میلیارد دلار تخمین زده می‌شود و او در فهرست ثروتمندترین کارآفرینان زیر ۴۰ سال آمریکا قرار دارد.